# Welda
Welda ist eine Ortschaft der alten Hansestadt Warburg im Kreis Höxter, Nordrhein-Westfalen (Deutschland). In Welda, das 9,22 km² Fläche aufweist, leben rund 750 Einwohner.

## Geografie

### Lage
Das Dorf Welda ist die südlichst gelegene Ortschaft im Kreis Höxter (Regierungsbezirk Detmold) an der Grenze zum Bundesland Hessen (Landkreis Waldeck-Frankenberg). Im Südausläufer des Naturparks Teutoburger Wald / Eggegebirge liegt es zwischen dem sieben km nördlich gelegenen Mittelzentrum Warburg und dem fünf km südlich befindlichen hessischen Unterzentrum Volkmarsen auf einer Achse zwischen dem Oberzentrum Paderborn (40 km) und Kassel (35 km).
Die Gemarkung Welda befindet sich größtenteils im Tal der oberen Twiste, in die im Dorf der von Westen, aus dem benachbarten hessischen Hörle kommende Hörler Bach einmündet. In Hessen wird der in der Nähe von Dehausen entspringende „Hörler Bach“ offiziell gleichnamig Welda genannt. Die Gemarkung ist umgeben von sechs Naturschutzgebieten. Sie liegt zwischen bewaldeten Anhöhen, dem im Eichholz gelegenen Iberg (285,5 m ü. NHN) im Südwesten, dem Hoppenberg (245,1 m) im Nordosten mit dessen Nordflanke Kümmelberg im Nordnordosten und dem Weldaer Berg (230,6 m) im Norden.

### Nachbarortschaften
Welda liegt zwischen den Ortschaften Germete im Norden, Wormeln im Nordosten, Calenberg im Ostnordosten, drei weiteren Warburger Ortsteilen, dem Breunaer Ortsteil Wettesingen im Osten, dem Breunaer Kernort im Südosten, Volkmarsen im Süden, dessen drei Stadtteilen Külte im Südwesten, Herbsen im Südwesten und Hörle im Westsüdwesten sowie Ammenhausen und Dehausen im Westen, Rhoden im Westnordwesten und Wethen im Nordwesten, vier Ortsteilen von Diemelstadt im hessischen Landkreis Waldeck-Frankenberg.

### Geologie
Aus der Gegend von Wethen und Welda zieht sich ein aus der geologischen Kartierung bekannter Lias Eisenerz Horizont (auch Volkmarser Lias-Graben genannt) über die Landesgrenze von Nordrhein-Westfalen nach Hessen fort und endet in der Umgebung von Volkmarsen. Westlich dieses Grabens befinden sich Buntsandstein- und östlich hauptsächlich Muschelkalk-Formationen. Welda liegt ferner am äußeren Rand der Warburger Störungszone.

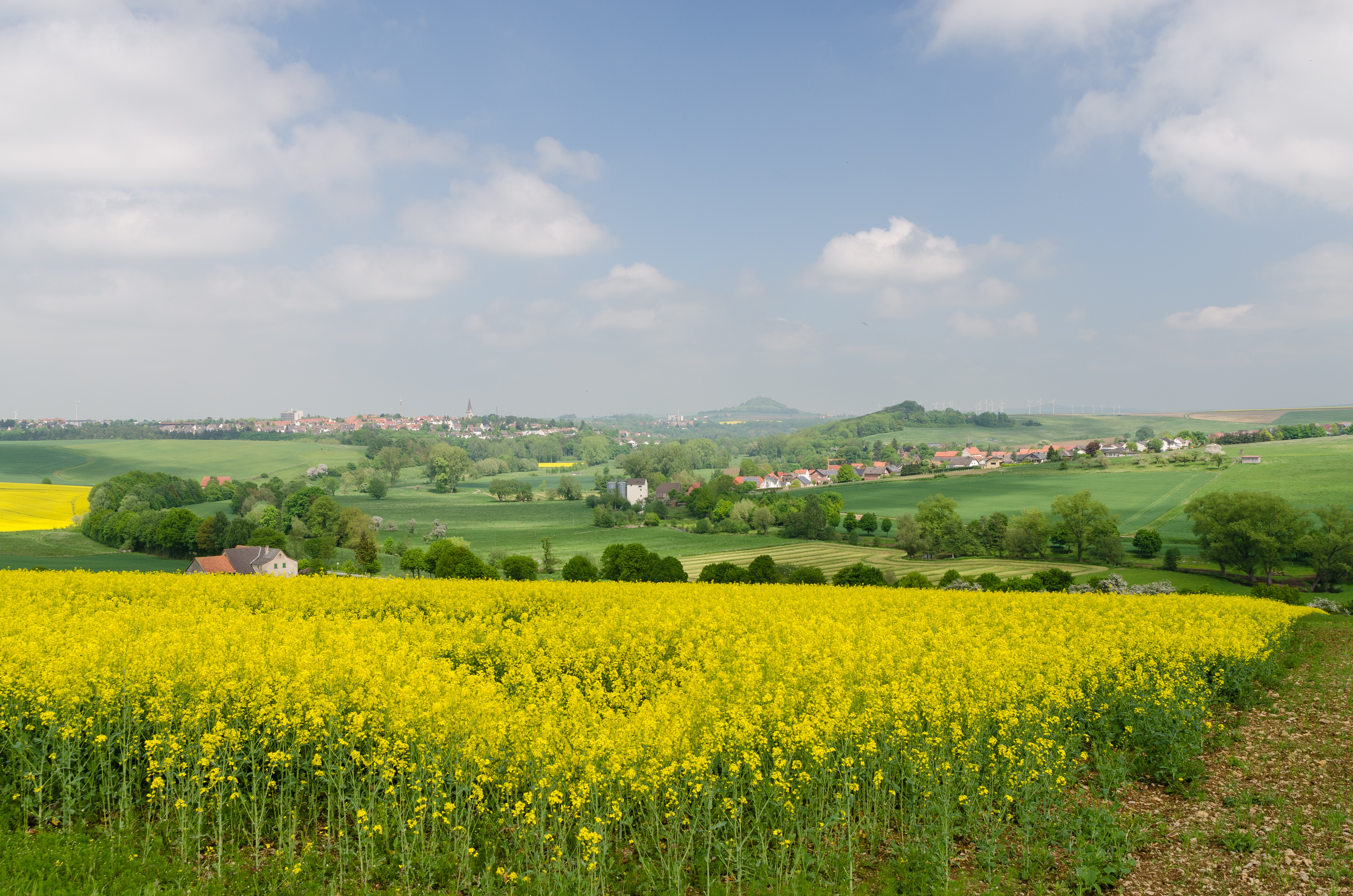
Blick auf Warburg vom Weldaer Berg

### Naturraum
Durch die Gemarkung Welda verläuft die Grenze von zwei Hauptnaturräumen. Dies sind im Westen der Gemarkung das Eichholz und der Volkmarser Graben (Nr. 341.14), welche zur Ostwaldecker Randsenken (naturräumliche Haupteinheit 341) zählen sowie etwa östlich der Landesstraße 552 die Steigerplatte (340.2) und die Warburger Börde (360.01), welche zum Oberen Weserbergland (naturräumlichen Haupteinheit D36) gehören. Der Iberg, der Weldaer Berg sowie Welda gehören zur naturräumlichen Haupteinheit Waldecker Buntsandsteinrücken (341).

### Klima und Natur
Die Gemarkung Welda liegt zwischen Eggegebirge und Rheinischem Schiefergebirge. An beiden Gebirgszügen fallen vergleichsweise hohe Niederschlagsmengen und herrschen tiefere Temperaturen, während am Weldaer Berg geringerer Niederschlag (600–650 mm p. a.) fällt und höhere Temperaturen (Jahresmitteltemperatur: 8,0–8,5 °C) herrschen. Das Gebiet um Welda markiert eine Klimascheide. In den Gebirgen hängen die Niederschlagsmengen von der Streichrichtung zum herrschenden Luftstrom ab (in beiden Fällen Luv), hingegen befindet sich der Weldaer im Lee.
Das Gebiet um Welda im Twistetal ist das niederschlagärmste in Westfalen, mit relativ hohen Temperaturen. Eine Niederschlagsübergangsgrenze befindet sich bei der Talbrücke Twiste. Welda liegt im Einzugsbereich des Diemeltals, welches insgesamt 750 ha Kalkmagerrasen besitzt und das größte zusammenhängende Gebiet mit submediterranem Halbtrockenrasen in Nordwestdeutschland darstellt.

### Naturschutzgebiete, Flora und Fauna
Durch die kontinuierliche und intensive Hudebewirtschaftung weist das Diemeltal und im Speziellen die Weldaer Naturschutzgebiete eine besonders artenreiche Fauna und Flora auf. Die Fauna und Flora in den Weldaer Naturschutzgebieten werden schon seit über hundert Jahre von verschiedenen Naturforschern (K. Uffeln, Joseph Peitzmeier, F. Koppe, F. Runge etc.) kontinuierlich untersucht.
Fast ein Viertel (2,12 km²) der Gemarkungsfläche von Welda ist als Naturschutzgebiet (NSG) ausgewiesen – insgesamt gibt es sechs NSG:
- Weldaer Berg (Fläche 36 ha, Maximalhöhe 230,6 m, Naturschutz seit 1949 in Kraft; Nr. HX-002): Flora: Gewöhnliches Katzenpfötchen, Männliches Knabenkraut, Frühlings-Segge, Gewöhnliche Hundszunge, Gelbes Sonnenröschen, Genfer Günsel, Gemeiner Wacholder; Fauna: seltene Tagfalter- und Widderchenarten etc.
- Wacholderhain am Iberg (Fläche 95,6 ha, Maximalhöhe 285,5 m, seit 1944 in Kraft; Nr. HX-004): Flora: Leberblümchen, Ähriges Christophskraut, Grünliche Waldhyazinthen, Weißes Waldvöglein sowie Salbei.
- Schalkstal (Fläche 21,75 ha, Maximalhöhe 221 m, seit 1986 in Kraft; Nr. HX-026): Zur Erhaltung von Lebensgemeinschaften und Lebensstätten bestimmter wildlebender Pflanzen und wildlebender Tierarten.
- Weldaer Wald (Fläche 48,7 ha, Maximalhöhe 296 m, seit 1986 in Kraft; Nr. HX-027): Zur Erhaltung, Entwicklung und Wiederherstellung landesweit bedeutsamer Lebensraeume und Lebensstätten seltener und gefährdeter sowie landschaftsraumtypischer Tier- und Pflanzenarten innerhalb eines großflächigen Waldkomplexes, der sich durch einen hohen Anteil artenreicher Buchenwälder auf Kalkstandorten auszeichnet. Insbesondere sind zu schützen Waldmeister-Buchenwälder in ihren standörtlich verschiedenen Ausprägungen sowie Orchideen-Buchenwälder, Orchideen-Kalk-Buchenwald (Cephalanthero-Fagion), Waldmeister-Buchenwald (Asperulo-Fagetum).
- Hoppenberg (Fläche 10,4 ha, Maximalhöhe 245,1 m, seit 1987 in Kraft; Nr. HX-036): Zur Erhaltung und Wiederherstellung von Lebensgemeinschaften und Lebensstätten bestimmter wildlebender Pflanzen und wildlebender Tierarten.
- Iberg bei Welda (CDDA-Nr. 344691; 1994; 45 ha)[6]

Auf dem Iberg und Weldaer Berg gibt es natürliche Liguster-Vorkommen.

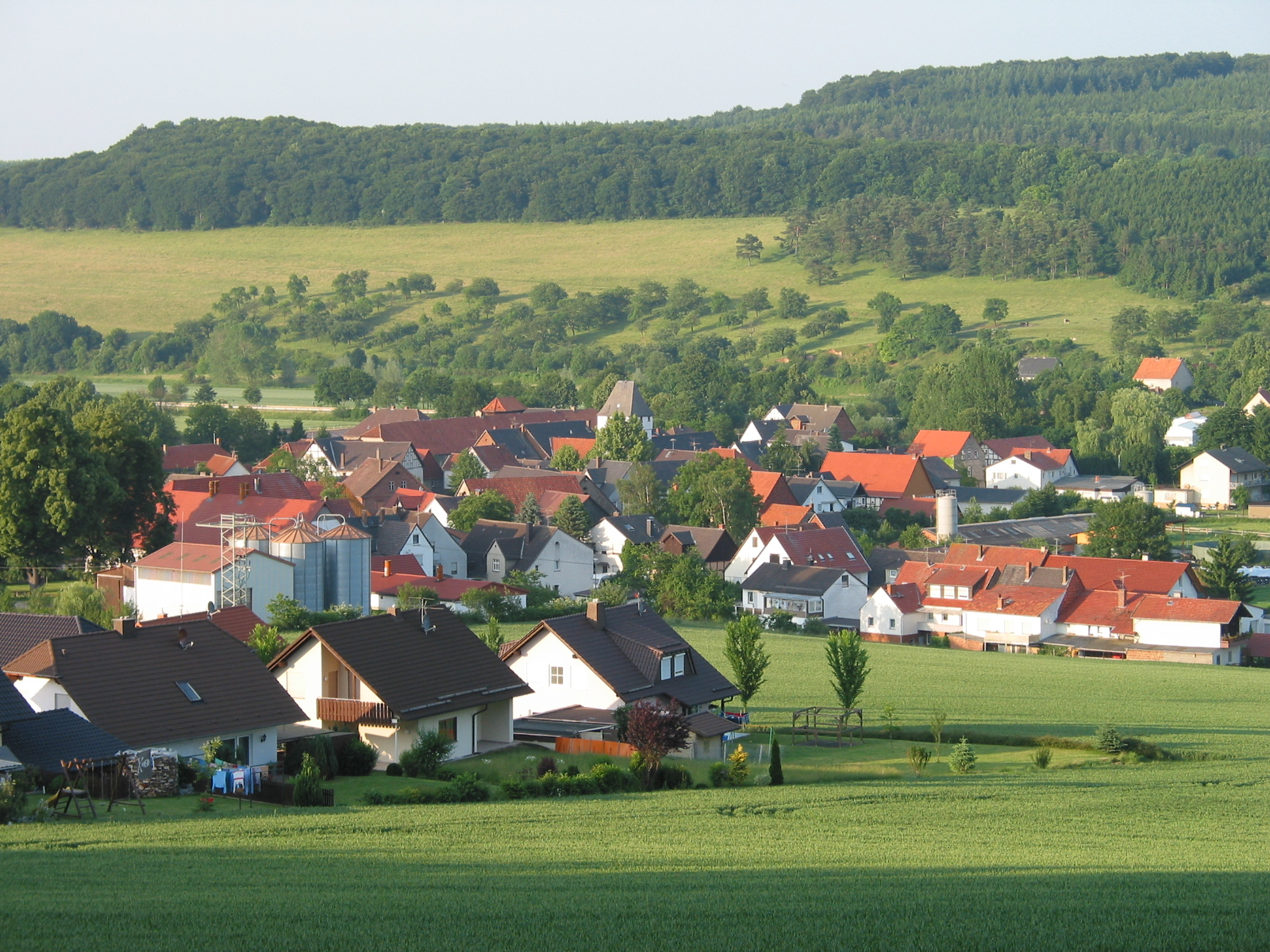
Blick vom Iberg auf den alten Ortskern von Welda

### Siedlungsstruktur

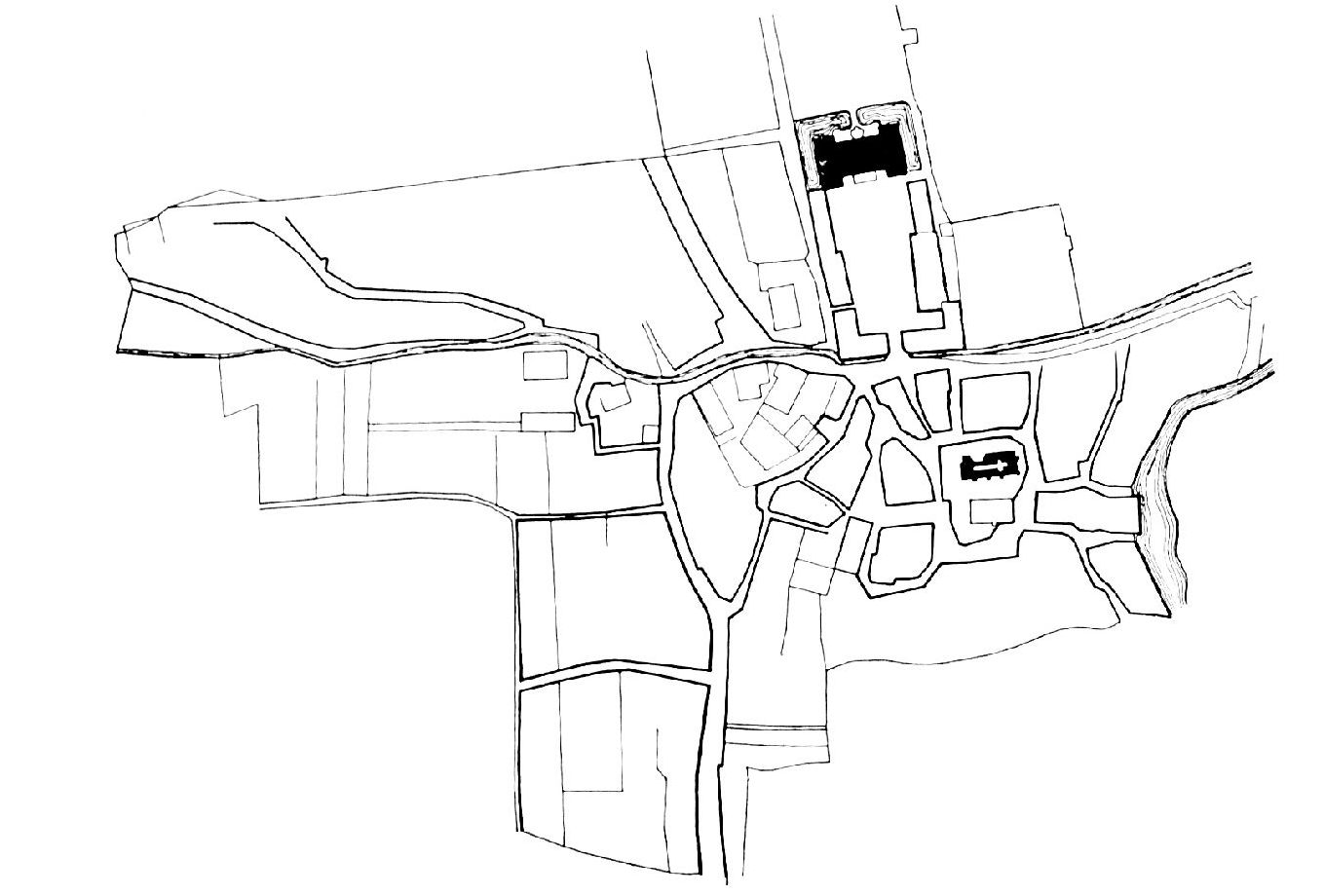
Welda Ortskern, 1830

Der heutige Siedlungskern, welcher höchstwahrscheinlich im 12. Jahrhundert rund um die Kirche und das Rittergut neu angelegt wurde, wird von dem Hörler Bach durchquert und liegt westlich der Twiste. Ende der 1950er-Jahre ist ein Neubaugebiet am Osthang des Ibergs sowie ein Baugebiet am Hoppenberg (oberhalb des Bahnhofs) erschlossen worden. Einige Bauernhöfe wurden im Rahmen der Flurbereinigung in den 1950er-Jahren ausgesiedelt. Der alte Siedlungsort Altwelda, welcher etwa 1 km nördlich vom heutigen Ortskern liegt, ist im Spätmittelalter wüst gefallen. Über die Siedlungsstruktur der Wüstung liegen keine Informationen vor. Die Umgehungsstraße führt den Straßenverkehr zwischen Volkmarsen und Warburg am östlichen Rand des Ortskerns vorbei. Bis Anfang des 20. Jahrhunderts führte der Durchgangsverkehr noch durch den Ort.

## Geschichte
Welda ist ein historischer Grenzort im Dreiländereck der ehemaligen Territorien Hochstift Paderborn (Welda), Fürstentum Waldeck (Hörle) und Herzogtum Westfalen, welches später Kurhessen (Volkmarsen) wurde. Die Dreiländergrenze verlief auf dem Iberg.

### Frühgeschichte
Einige prähistorische Funde auf dem Iberg sind belegt. Einige Hügelgräber befinden sich auf den Anhöhen. Der ursprüngliche Ort Altwelda wurde vermutlich ab 500 n. Chr. besiedelt. Er befindet sich am Fuße des Weldaer Bergs, südlich der heutigen Autobahnabfahrt. Diese Siedlung ist um 1350 wüst gefallen.

### Mittelalter
Das Gebiet um Welda bzw. Warburg wurde um 776 christianisiert.
Welda wird als das Dorf Wellethi in den sogenannten Corveyer Traditionen, dem Güterregister des Klosters Corvey, im Jahre 836 und im gleichen Zeitraum als Welisi im Codex Eberhardi erwähnt. Um 876 war der Konradiner Graf Berengar Grundherr in Welda. Der Ort lag damals im sächsischen Hessengau.
Im Jahre 1010 fiel Welda an das Bistum Paderborn. Im Jahre 1188 wird erstmals das Adelsgeschlecht derer von Welda (Wellede) als örtliche Grundherren von Welda erwähnt. Welda gehörte seitdem zur weltlichen Herrschaft des Bistums Paderborn, ursprünglich im Herzogtum Sachsen. Ab dem 14. Jahrhundert bildete sich das Territorium Hochstift Paderborn im Heiligen Römischen Reich, darin ab dem 16. Jahrhundert zum niederrheinisch-westfälischen Reichskreis gehörig.
Zwischen 1200 und 1250 wurde die St.-Kilians-Kirche in Kirchwelda (Neuwelda) erbaut, unweit des Hörler Baches und der Twiste. Der Patronatsname deutet auf eine Missionierung des Gebietes vom Bistum Würzburg aus, wahrscheinlich vor 774, d. h. vor der Christianisierung Warburgs. Welda gehörte zum Bistum Paderborn, während die Nachbarorte Wormeln und Volkmarsen (bis zur Reformation) zum Erzbistum Mainz gehörten. Bistumsgrenze war die Twiste. Als erster Priester ist Johann von Wellethe überliefert. Eine ältere Kirche (wahrscheinlich aus Holz) wird in Alt-Welda oder Oberwelda, unterhalb des Weldaer Berges, vermutet. Um 1231 erhielt der Domkantor die Aufsicht über Welda; die Ortschaften Ammenhausen und Dehausen gehörten zur Mutterkirche Welda. Godschalk von Wellethe schenkte einem Untertanen die Freiheit. Das Kloster Corvey berichtet über den Gutsbesitzer zu Welda, den Thethard von Wellede.
Zwischen 1265 und 1266 wirkten die Herren von Wellede mit beim Landfrieden zwischen dem Bischof von Paderborn und Landgraf Heinrich I. von Hessen. Kercwelede (Kirchwelda) wird erstmals 1291 genannt. Alt-Welda wird 1309 erstmals in einer Urkunde erwähnt. Zwischen 1347 und 1352 wütete die Pest in Welda. Im Jahre 1380 war Ritter Albert Kirchenpatron zu Welda. Im Lehnsregister des Damenstifts Heerse des Jahres 1403 wird zwischen Ober- und Unterwelda unterschieden.
Im Jahre 1469 erlosch das Geschlecht von Wellede im Mannesstamm. In der Folge wurde der Geheime Rat Gottschalk von Haxthausen, weiße Linie, mit dem Welledeschen Lehen des Hochstifts Paderborn, insbesondere den Burglehen auf der Burg Warburg und dem Dorf Welda, jeweils mit den zugehörigen Kötterstätten, belehnt. Um 1486 ließ er am Hörler Bach eine Mühle errichten.

### Name
Für den heutigen Ortsnamen Welda gibt es folgende historische Bezeichnungen: Wellede, Welde, Kerkwellede.

### Frühe Neuzeit und Neuzeit

#### 16. Jahrhundert

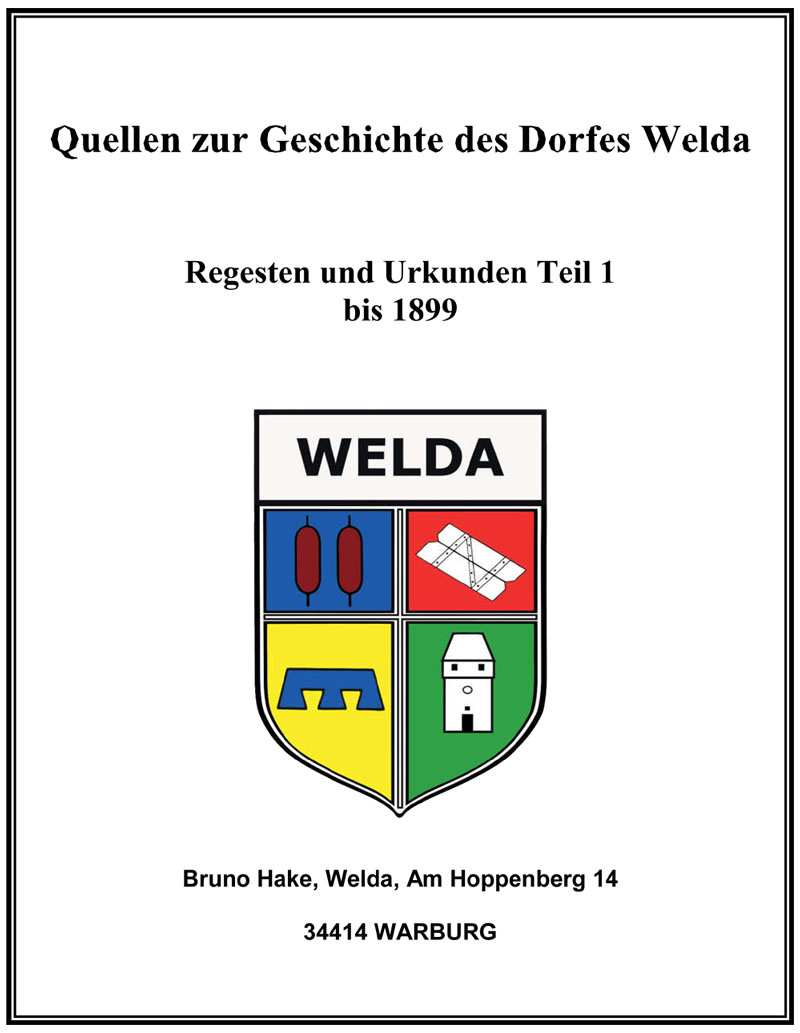
Bruno Hake – Quellen zur Geschichte des Dorfes Welda Teil I – bis 1899

In der Zeit der Reformation tendierten die Ritter von Haxthausen, wie viele andere Adelsfamilien im Hochstift, zur neuen Konfession. Die von Haxthausen besaßen das Kirchenpatronat der Ortskirche St. Kilian und hatten somit das Vorschlagsrecht bei der Neubesetzung des örtlichen Pfarrers, welcher aber vom Bischof von Paderborn bestätigt werden musste. Der Pfarrer schien aber bei der Anhörung des für das Archidiakonat zuständigen Domkantors katholisch.
Im Jahre 1588 wird in einem Vertrag ein Gottschalck von Haxthausen als Vogt zu Welda bezeichnet.

#### 17. Jahrhundert
Um 1600 hatte Welda 50 Häuser und rund 400 Einwohner und war damit das zweitgrößte Dorf im Warburger Raum. Im Dreißigjährigen Krieg verlor Welda ein Viertel der Häuser und 100 Einwohner. Im Jahre 1660 wurde Welda verpflichtet, eine Schützenkompanie aufzustellen und auszurüsten. Im Jahre 1693 legte der Pfarrer Bernadus Hillebrand Kirchenbücher an.
Eine Dorfschule wurde Ende des 17. Jahrhunderts in Welda eingerichtet. Von 1734 bis 1736 ließ Gottschalks Nachfahre Hermann Adolf von Haxthausen das Schloss Welda errichten. Mit seinem Tode starb der Weldaer Zweig der Familie Haxthausen in männlicher Linie aus.

#### 18. Jahrhundert
Im Jahre 1701 herrschte eine Feuersbrunst in Welda. Bei der Schlacht im benachbarten Hörle (1703) sollte der Durchmarsch der Dänen verhindert werden. Die Feuersbrunst von 1723 vernichtete die Hälfte des Dorfes, insgesamt 43 Häuser.

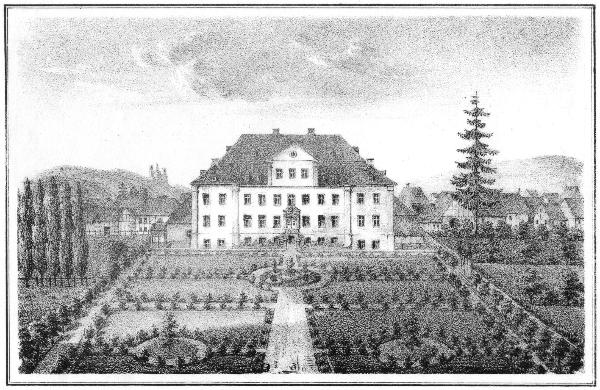
Schloss Welda um 1840

Hermann Adolf von Haxthausen, Oberfeldmarschall im Hochstift Paderborn, war Bauherr des zwischen 1734 und 1736 von dem Architekten Justus Wehmer errichteten barocken Schlosses in Welda. Später wurde noch eine Orangerie gebaut. Der Fürstbischof Clemens August I. von Bayern (1700–1761) soll auf einer seiner Reisen im Schloss von Welda gewohnt haben.
Die Bauern mussten im Siebenjährigen Krieg (1756–1763) zahlreiche Militärdienste leisten. Im Jahre 1787 ging Welda in den Besitz der Herren von Brackel über. Im Jahre 1796 wurde der Franzose Johann Nicolaus Rappe Pfarrer in Welda und löste Johann Heinrich Wünnenberg ab. Im „Wormelner Klosterkrieg“ vom September 1797, einer Auseinandersetzung zwischen den Bauern und Nonnen, bei denen hessische Truppen beteiligt waren, starb der Bürger Wüllerich aus Welda. Welda gehörte bis zu den Napoleonischen Kriegen zur Frei- und Gografschaft Warburg im Hochstift Paderborn.

#### 19. Jahrhundert
Im Jahre 1802 wurde das Schloss französischen Trappisten überlassen, die dort eine Schule betrieben. Sie mussten das Schloss ein Jahr später unter der neuen preußischen Herrschaft wieder aufgeben, denn Preußische Truppen rückten im Vorgriff auf die Entscheidungen des Reichsdeputationshauptschlusses im August 1802 ins Hochstift Paderborn ein. Von 1807 bis 1813 gehörte Welda zum Königreich Westphalen und dort zum Kanton Volkmarsen im Distrikt Kassel des Departements der Fulda. Nach dem Wiener Kongress fiel Welda 1815 wieder an Preußen und kam zur neu eingerichteten preußischen Provinz Westfalen. Welda wurde im Regierungsbezirk Minden 1816 dem neugegründeten Kreis Warburg zugeordnet, in dem die Gemeinde zum Amt Warburg gehörte, das seit 1932 Amt Warburg-Land hieß.
Ab 1817 wurde eine Ortschronik im Auftrag der Bezirksregierung angelegt. 1819 wurde die Schützengesellschaft neu gegründet. Im Jahre 1823 wurden ein neues Schulhaus und ein neues Pfarrhaus gebaut. Die Schriftstellerin Ferdinande von Brackel wurde in Welda im Jahre 1835 geboren. 1840 wurde die Landstraße nach Warburg gebaut.
Belegt ist ein Besuch Weldas durch den Kronprinzen Friedrich Wilhelm, den späteren Neunundneunzig-Tage-Kaiser Friedrich III. im Jahr 1856. Er schenkte der Kirche einen Messkelch. Im Zuge der Industrialisierung erhielt Welda 1890 einen Anschluss an die Bahnstrecke Warburg–Sarnau; im Mai 1890 wurde der Bahnhof in Welda nach dem Bau und der Eröffnung dieser Nebenbahnstrecke eingeweiht.

#### 20. Jahrhundert
Im Jahre 1931 gab die Familie von Brackel das Rittergut in Welda auf. Das Gut wurde zunächst an den Verein Katholischer Arbeiter-Kolonien in Westfalen vermietet. Unter der Leitung von sieben Franziskanern wurden etwa 100 Obdachlose auf das Arbeitsleben vorbereitet. Der Besitzer wechselte wieder im Jahre 1938, als Reinhard Henschel, ein Sohn der Industriellenfamilie Henschel aus Kassel und späterer Diplomat, das Gut übernahm.
Welda blieb während des Zweiten Weltkrieges weitgehend von Angriffen verschont. Ein alliiertes Kampfflugzeug, welches bei der Bombardierung der Stadt Kassel am 22. Oktober 1943 von Flakgeschützen beschädigt worden war, stürzte auf dem Rückflug auf einem Acker der Gemarkung Welda ab. Einige Güterzüge, die auf der Bahnlinie Warburg-Volkmarsen an Welda vorbeifuhren, wurden von Kampffliegern angegriffen. Gegen Ende des Krieges, am 30. März 1945, ereignete sich ein so genanntes Endphase-Verbrechen, wobei ein Einwohner von Welda durch ein von der NSDAP-Kreisleitung entsandtes Volkssturmkommando erschossen wurde. Er hatte, wie andere Hausbesitzer, angesichts der sich nähernden amerikanischen Truppen eine weiße Fahne gehisst und weigerte sich, diese abzuhängen.

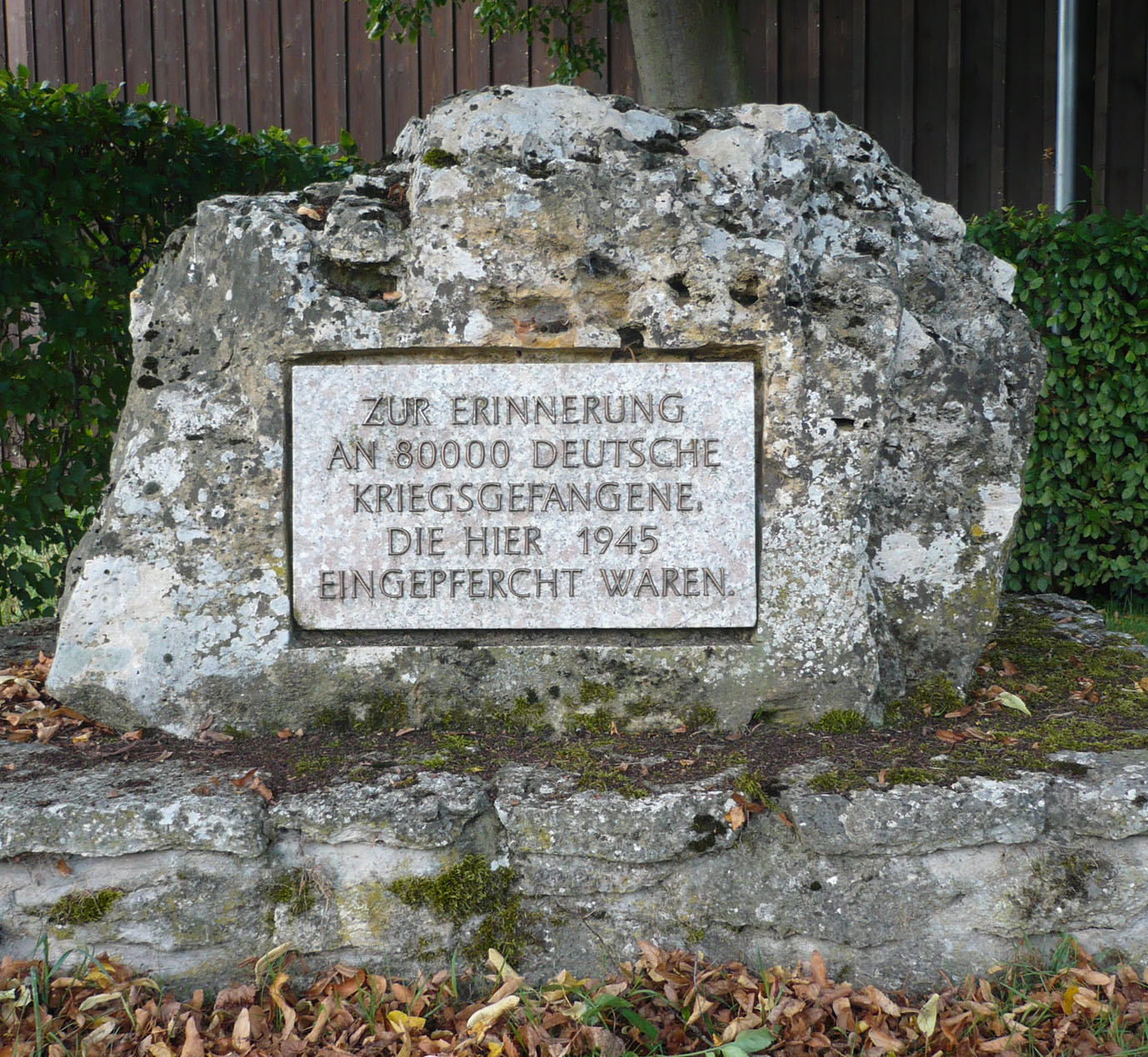
Gedenkstein zum Auffanglager für Kriegsgefangene

Nach dem Krieg gab es 1945 in der östlichen Ortsgemarkung nahe dem Bahnhof ein US-Auffanglager mit etwa 80.000 deutschen Kriegsgefangenen. Ein prominenter Gefangener war der spätere deutsche Fußballtrainer der Nationalmannschaft Jupp Derwall.
Von 1945 bis 1949 war Welda kurze Zeit Teil der US-amerikanischen Besatzungszone, und danach war es aufgrund von Gebietstausch unter den alliierten Mächten Teil der britischen Besatzungszone. Ab 1946 war die Gebietschaft des Kreises Warburg Teil von Nordrhein-Westfalen und ab 1949 der Bundesrepublik Deutschland.
Bis zur kommunalen Neugliederung in Nordrhein-Westfalen im Jahr 1975 war Welda eine selbständige Gemeinde und gehörte zum damaligen Kreis Warburg (Kfz-Kennzeichen WAR), Amt Warburg-Land. Am 1. Januar 1975, mit Inkrafttreten des Sauerland/Paderborn-Gesetzes, wurde Welda eine Ortschaft der Stadt Warburg, die gleichzeitig in den Kreis Höxter wechselte.
Die Ortschaft wurde im vergangenen Jahrhundert von zahlreichen Hochwassern, verursacht durch Hörler Bach und Twiste, geschädigt. Die größten Schäden wurden in den Jahren 1947, dem Julihochwasser 1956 sowie der Heinrichsflut vom 16./17. Juli 1965 verzeichnet. Seitdem ist auf Grund des Baues des Twistesees, sowie von Rückhaltebecken und Bachbettvertiefung, kein Hochwasserschaden mehr entstanden.
Welda gewann mehrmals Preise im nordrhein-westfälischen Landeswettbewerb Unser Dorf soll schöner werden – Unser Dorf hat Zukunft.

### Wirtschafts- und Sozialgeschichte
Der Ort ist geprägt durch mehrere landwirtschaftliche Betriebe. Es gibt vor Ort einen Schäferhof in Welda, der in einem Pilotprojekt als Arbeitsstätte für Menschen mit Behinderungen dient sowie in der Landschaftspflege der Magerkalkböden in den Naturschutzgebieten miteingebunden ist.
Basierend auf den Steinbrüchen in der Weldaer Gemarkung gab es auch mehrere Baufirmen vor Ort. Unter diesen Firmen hatte das Bauunternehmen Anton Todt überregionale Bedeutung. Es baute, meist in Zusammenarbeit mit dem westfälischen Kirchenbaumeister Franz Mündelein, einem der letzten Vertreter des Historismus, mehrere Kirchen (z. B. in Ossendorf, Reelsen und im Ostsauerland) in dem Erzbistum Paderborn. Die Firma hatte über 80 Mitarbeiter. Die Firma, die den Steinbruch am Hoppenberg, mit Gleisanschluss, betrieb, wurde Ende der 1920er Jahre durch einen Wettbewerber aufgekauft und der Betrieb wurde nach dem Aufkauf sukzessive eingestellt. Im Süden der Gemarkung auf der anderen Seite der Grenze nach Volkmarsen gab es einen kleinen Eisenbergbaubetrieb am Ralekesberg. Der Betrieb hatte nur wenige Mitarbeiter, die meist aus Welda kamen.
An den beiden Gewässern (Hörler Bach und Twiste) im Ort gab es zwei Mahlmühlen. Die größere Mühle an der Twiste wechselte ab 1858 mehrmals den Besitzer, und die Wasserkraft wurde unterschiedlich genutzt. Zunächst wurde sie für den Betrieb einer Draht- und Nagelfabrik verwendet (bis ca. 1879), später wurde ein Sägewerk und ab 1910 ein Wasserkraftwerk zur Elektrizitätsgewinnung betrieben.
In Welda ist der Sitz der Dr. Hartmann’schen Armenstiftung (Stiftungskasse), welche zum 12. Juli 1860 anerkannt wurde. Diese Stiftung ist somit die älteste in dem Altkreis Warburg. Der Verwendungszweck der Einrichtung ist Mildtätigkeit bzw. Unterstützung von Hilfsbedürftigen in der Stadt Warburg.
Von 1938 bis in die 1970er Jahre wurde eine Gärtnerei auf dem Rittergut betrieben.

## Politik

### Bürgermeister und Ortsvorsteher
Bürgermeister (bis 1974)/Ortsvorsteher (ab 1975) von Welda waren bzw. sind:
- bis 1901: Ferdinand Freiherr von Brackel
- 1901: Josef Wennekamp
- 1901–1911: Fritz Menne
- 1911–1933: Theodor Blömeke
- 1933–1935: Johannes Krane
- 1935–1945: Anton Fecke
- 1945–1947: August Kuhaupt
- 1947–1948: Josef Kuhaupt
- 1948–1956: Franz Tegethoff
- 1956–1974: Alfons Kuhaupt
- 1975–2004: Hans Bodemann
- seit 2004: Hubertus Kuhaupt

### Wappen

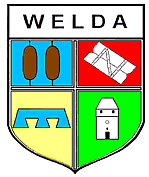
Wappen der Ortschaft

Das heutige (nichtamtliche) Wappen führt Welda seit 1997. Es wurde vom damaligen Ortsheimatpfleger Bruno Hake entworfen. Grundlegend war die Geschichte des Dorfes. Die Vierteilung des Schildes ergibt ein Kreuz, welches für das Hochstift Paderborn steht, denn Landesherr war bis 1802/03 der Fürstbischof. Die vier Felder repräsentieren die lange Grundherrschaft in der Geschichte Weldas. Die ersten Grundherren waren die Ritter von Wellede, (1188–um 1500); sie trugen Weberschiffchen (auch Webschütz genannt) in ihrem Wappen (heraldisch: oben rechts) -s. dort-. Eigentlich ist allerdings nur ihr Siegel überliefert. Daraus und neben dem Wappen derer von Haxthausen und dem Wappen derer von Brackel wurde das gezeigte, neue Wappen abgeleitet. Im Jahre 1469 belehnte der Paderborner Bischof Simon Gottschalk von Haxthausen mit dem Lehen in Welda; das Haxthausener Wappen ist die Wagenflechte (genauer: die Lattentür einer Wagenflechte) eines Wagens (oben links). Weitere Grundherren waren das Adelsgeschlecht derer von Brackel; ihr Wappen ist ein dreilatziger Schildkragen eines Ritters (unten rechts). Die Geschichte des Ortes ist immer stark von der katholischen Kirche geprägt, deshalb der Kirchturm im Wappen (unten links).
Aufgrund der Erklärungen der Ortsgeschichte ist das Wappen ein sogenanntes Redendes Wappen.

## Kultur und Sehenswürdigkeiten

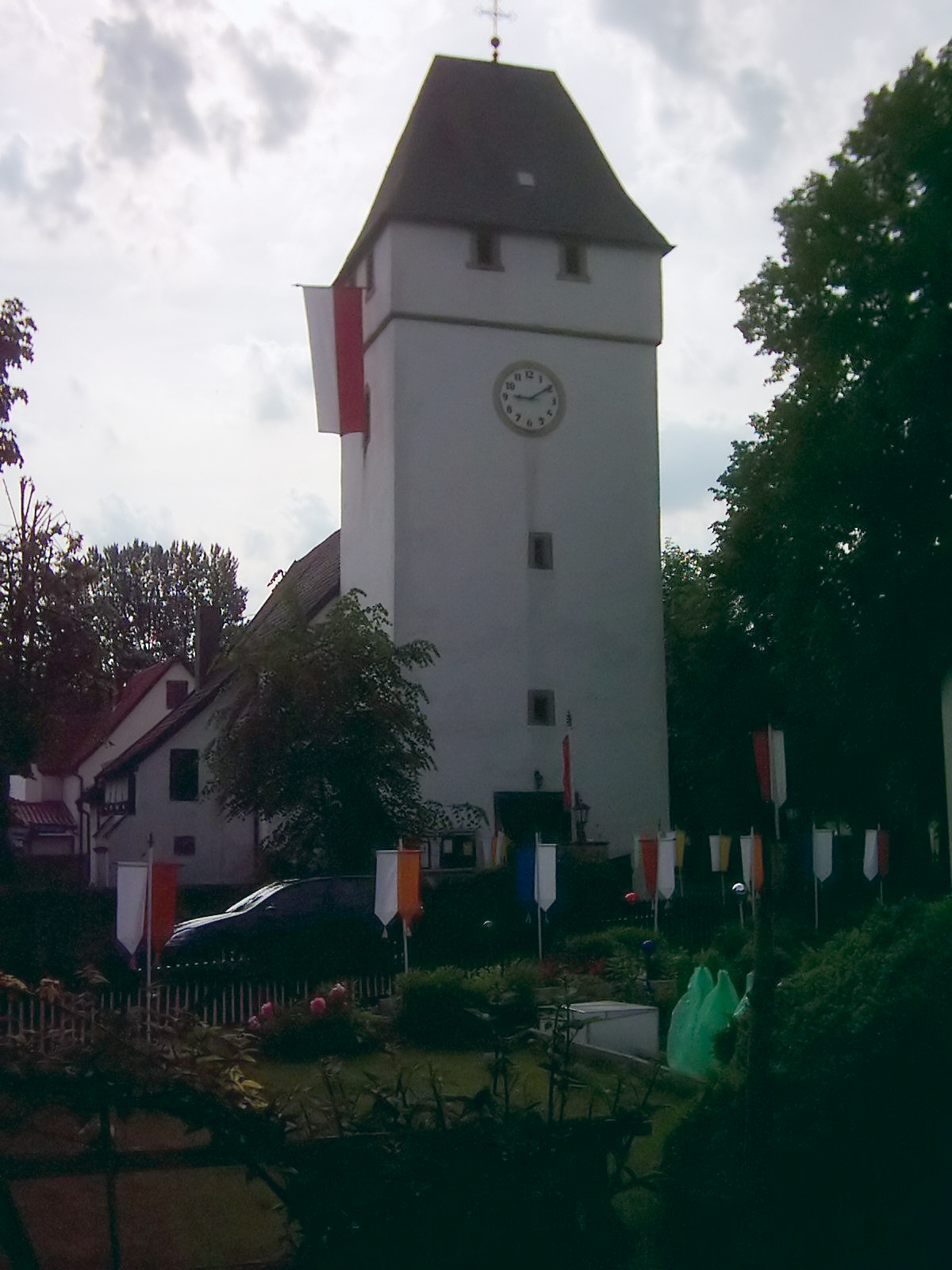
St. Kilian Vorderseite Haupteingang, Aufnahme in Richtung Osten

Die katholische Kirche St. Kilian wurde um 1220 erbaut. Kunstgeschichtlich interessant sind die Viertelkonsolen, die Ähnlichkeiten mit den Lippoldsberger Konsolen haben. In den jeweils sechs Kästchen sind Symbole eingezeichnet, die als griechisches Bilderrätsel gedeutet werden. Markant ist der Weldaer Kirchturm, der wie ein Wehrturm erscheint.

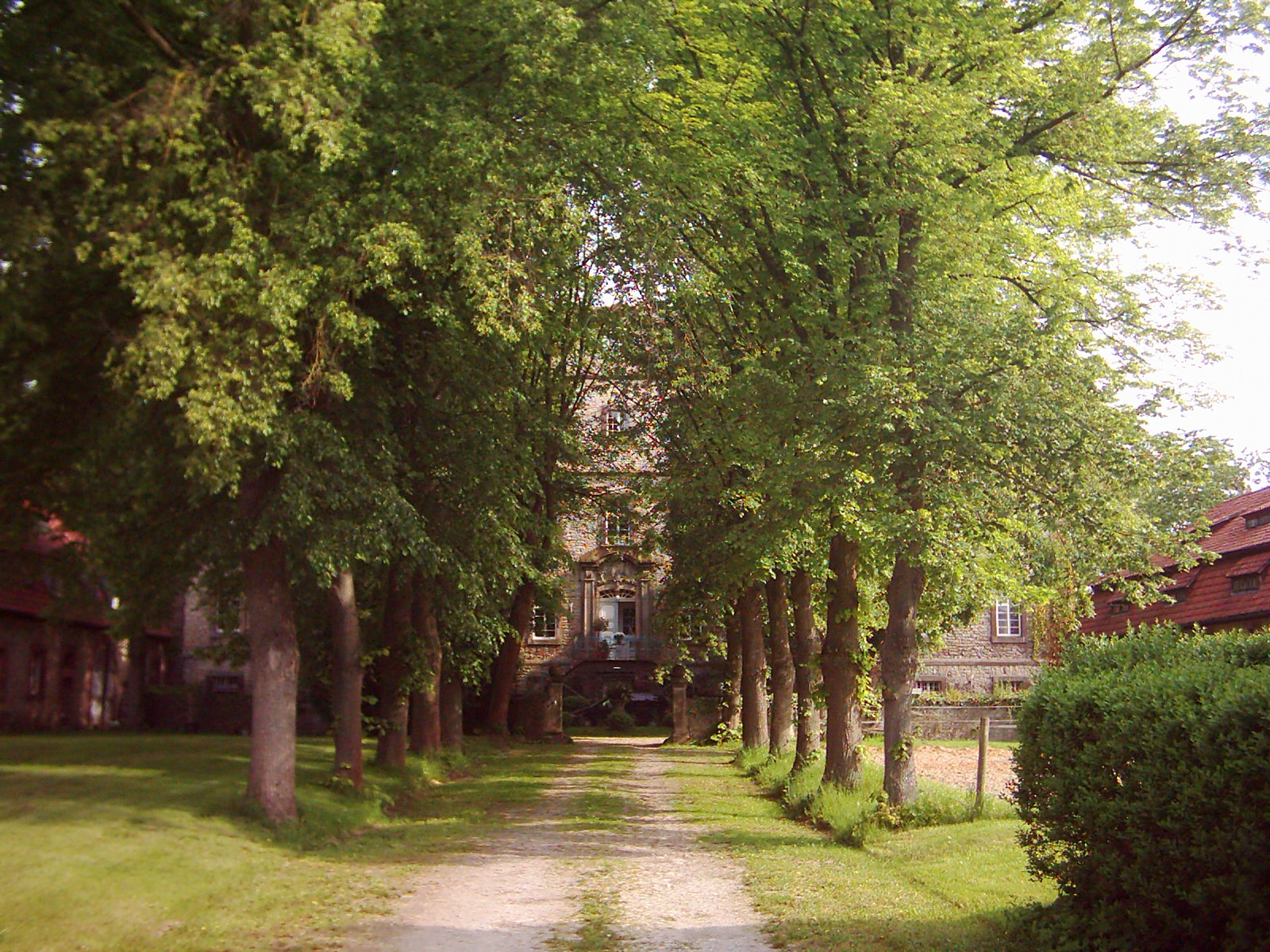
Schloss Welda Einfahrt

Das Schloss Welda wurde von 1734 bis 1736 für Hermann Adolph von Haxthausen, dem Obermarschall des Hochstifts Paderborn, erbaut. Der Hildesheimer Dombaumeister Justus Wehmer, der auch das Schloss Vinsebeck plante, war der Baumeister, und die Baugeschichte beider Schlösser ist eng miteinander verbunden. Am Bau war auch der Kasseler Barockbildhauer Johann Georg Kötschau als Künstler beteiligt. Der Schlosspark Welda (ca. 1 ha Fläche) ist ein historischer Barock- und Landschaftsgarten. Der Garten wurde zwischen 1738 und 1758 angelegt; als Gartenkünstler wurde Carl Hatzel verpflichtet. Zur Gesamtanlage des Schlosses gehört die Orangerie, die von 1756 bis 1763 erbaut wurde. Auf dem südlichen Zufahrtsweg zum Schloss gibt es eine Lindenallee mit einem Rondell vor dem Schlosseingang. Eine barocke Gartenmauer im nördlichen Teil des Gartens ist teilweise eingestürzt. Heute gibt es im Schloss Konzerte, und zudem wird es für Hochzeiten (Trauungen, Außenstelle des Standesamtes) und weitere Kulturveranstaltungen genutzt.
Bereits im Jahr 1910 lieferte das Wasserkraftwerk Welda erstmals Strom. Das Kraftwerk wurde in einer umgebauten Mühle errichtet. In der alten Mühle sind ein kommunaler Kindergarten und ein Heimatmuseum untergebracht, in dem historische Gegenstände des dörflichen Lebens gesammelt und ausgestellt werden.
Das älteste noch bestehende Wohnhaus (Fachwerkbau) wurde 1747 erbaut.
Weiteres s.: Liste der Baudenkmäler in Warburg.
Das Kuba (kurz für Kulturbahnhof) ist ein Tanzclub mit Bierlokal in Welda und eine der beliebtesten Ausgehlokalitäten unter Jugendlichen in der Warburger Börde. Das Kuba ist Veranstaltungsort für kulturelle Angebote wie Konzerte und Lesungen.
Noch zwei Dorfgaststätten sind Kommunikationsort für die Bürger und Gäste des Ortes.
Das Weldaer Schützenfest wird jährlich im Juni veranstaltet.

## Vereine
Welda hat eine Vielzahl von Vereinen und Gruppen (z. B. Musik-, Schützen-, Kolping-, Angel-, Spiel und Sportverein, KFD, Deutsches Rotes Kreuz, Freiwillige Feuerwehr), die das kulturelle, karitative und soziale Leben in Welda pflegen.
Die Weldaer Kolpingsfamilie ist sehr aktiv und mitgliederstark. Es besteht eine örtliche Jugendgruppe. Der Verein hilft bei vielen ehrenamtlichen und gemeinschaftlichen Projekten und organisiert Kirchen- und Familienfeste. Der örtliche kommunale Kindergarten in der Alten Mühle ist nach Adolph Kolping benannt.
Der Heimatschutzverein Welda e. V. wurde ursprünglich als Schützengesellschaft 1593 gegründet und nach dem Zweiten Weltkrieg im Jahre 1949 wiedergegründet. Der Verein richtet das jährliche Königsschießen und das dreitägige Schützenfest in Welda aus und ist Mitglied im Westfälischen Heimatbund. Bei dem jährlichen Stadtschützenfest nimmt jeweils der Weldaer Schützenkönig teil.
Der Spiel- und Sportverein Welda e. V. wurde am 6. September 1919 gegründet zum Zweck der Sportförderung und der Sportjugendhilfe. Der Verein hat gegenwärtig etwa 250 Mitglieder sowie zwei Abteilungen: Fußball- und Freizeit/Breitensport. Der Verein ist Mitglied im FLVW und dessen Dachverbände.

## Verkehr und Wandern
Welda ist durch eine gute Verkehrsanbindung an das landes- und bundesweite Verkehrswegenetz gekennzeichnet:

### Straßen
Die nächstgrößeren Ortschaften mit Versorgungsfunktion (z. B. Warburg, Volkmarsen oder Bad Arolsen) sind von Welda aus mit Kraftfahrzeugen innerhalb von 10 bis 15 Minuten erreichbar, die Oberzentren Paderborn und Kassel in gut 30 Minuten. In zwei Kilometer Entfernung liegt auf dem Gebiet der Gemarkung Welda an der B 252 die Anschlussstelle Warburg (AS-Nr. 60) der Bundesautobahn 44; Letztere führt nordnordöstlich von Welda über die Talbrücke Twiste. Die Bundesstraße 252, welche südlich der Autobahnabfahrt in die Landesstraße 552 übergeht, führt im Norden nach Warburg und im Süden nach Volkmarsen. Die Nachbarorte Volkmarsen, Hörle (beide in Hessen), Wormeln und Germete (beide in NRW) sind über Landes- bzw. Kreisstraßen zu erreichen.

### Bus und Bahn
Welda ist durch eine Buslinie (Warburg–Volkmarsen) an das öffentliche Nahverkehrsnetz angeschlossen.
1890 wurde ein Teilstück der Bahnstrecke Warburg–Marburg bis Arolsen eröffnet mit einem Bahnhof in Welda. Diese Strecke wurde 1982 stillgelegt (nachdem der Personenverkehr hier bereits am 28. Mai 1967 endete) und wird seit 1989 als Radweg genutzt (siehe Abschnitt Wander- und Radwege). Das Bahnhofsgebäude wurde veräußert und dient heute als privates Wohnhaus. Die nächstgelegenen Anbindungen an das Schienennetz befinden sich in Warburg (u. a. IC-Halt) und in Volkmarsen.

### Flugverkehr
Die nächstgelegenen Verkehrsflughäfen liegen nahe Paderborn (Flughafen Paderborn/Lippstadt – 46 km) (an der A 44) und nahe Kassel (Kassel-Calden – 27 km an der B 7).

### Wander- und Radwege
Ein Wanderweg (Abschnitt des X2, Löwenweg bzw. Hessenweg 2) von Warburg nach Volkmarsen verläuft als Höhenweg östlich von Welda und durchquert die Gemarkung im Papental unterhalb der Bundesautobahn 44. Der Wander- bzw. Radweg V2 verbindet Volkmarsen (nahe der Ziegelei) mit Welda (Fahrweg) auf der alten Verbindungsstraße. Dieser Weg verläuft etwa 1000 m entfernt von einer parallel angelegten Umgehungsstraße der L 552. Die ehemalige Bahnstrecke zwischen Volkmarsen und Warburg wurde 1989 in einen Radweg (R 51) umgewandelt, der an das überregionale Radwegenetz angebunden ist.

### Historische Wege
Der historische Eisenweg (auch Eiserweg genannt; gleichnamiger Flurname in Welda) beginnt in Marsberg und endet in Beverungen an der Weser, er verläuft im Norden der Weldaer Gemarkung. Der historische Handelsweg von Gießen nach Bremen führt an dem östlichen Teil der Gemarkung Welda auf der Nord-Süd-Achse quasi als Höhenweg (heute parallel zur Bundesautobahn 44) vorbei. Das Twistetal führt fast ebenerdig nördlich bis Warburg-Altstadt und südlich bis Korbach.

## Persönlichkeiten
- Berengar (um 836–nach 879), von 876 bis 879 Gaugraf im sächsischen Hessengau, der bis Welda reichte
- Hermann Adolph von Haxthausen (1703–1768), Obermarschall und Landeshauptmann im Hochstift Paderborn
- Ludowine von Haxthausen, Äbtissin des adeligen Kanonissenstifts zu Geseke, 1763–1774
- Franz Arnold von Haxthausen (16. Jh.), Paderborner Domherr
- Engelbert Engemann (1717–1796), Abt des Benediktinerklosters Huysburg
- Franz Ferdinand von Brackel (1790–1873), Rittergutsbesitzer und Abgeordneter
- Georg von Brackel (1828–1883), Rittergutsbesitzer und Abgeordneter
- Otto Engelbert von Brackel (1830–1903), Offizier, Journalist, Mexiko-Experte
- Hugo von Brackel (1834–1907), Rittergutsbesitzer und Verwaltungsbeamter
- Ferdinande von Brackel (1835–1905), Schriftstellerin
- Johann Ignaz Fuchs (1821–1893), Uhrmacher
- Carl Adalbert Linse (1893–1972), Kaufmann und Politiker ('Paderborner Gandhi')
- Bruno Hake (1927–2010), Verwaltungsangestellter, Ortsheimatpfleger, Chronist

Die Großeltern des berühmten Frankfurter Schriftstellers und Heimatdichters, Friedrich Stoltze (1816–1891), waren der aus Welda stammende Pächter Johann Christoph Stoltze, verh. mit Maria Elisabeth Hillebrand (geb. 1758) aus Hörle.

## Literatur

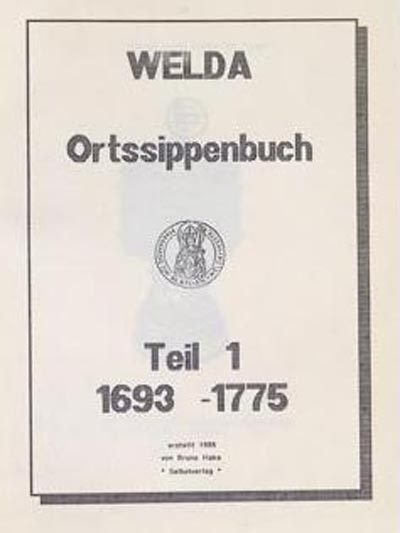
Bruno Hake – Ortssippenbuch Welda – Teil 1

## Adelsfamilien
- Brackel (Adelsgeschlecht)
- Haxthausen (Adelsgeschlecht)
- Herren zu Wellede